# Смерть Нерона (картина)
«Смерть Неро́на» — крупноформатная картина русского художника Василия Смирнова (1858—1890), оконченная в 1888 году. Хранится в  Государственном Русском музее в Санкт-Петербурге (инв. Ж-5592). Размер — 177,5 × 400 см.
Василий Смирнов работал над этим полотном в 1886—1888 годах в Италии, в Риме, во время его пенсионерской поездки за границу. В 1888 году, когда картина была закончена, Смирнов послал её в Петербург в качестве отчёта о своей зарубежной поездке. Совет Академии художеств высоко оценил мастерство художника и присвоил ему звание академика исторической живописи. После этого полотно экспонировалось на Академической выставке 1889 года, и оно было приобретено императором Александром III.
На картине изображена сцена из древнеримской истории I века нашей эры, связанная с самоубийством свергнутого римского императора Нерона. Чтобы спасти его мёртвое тело от поругания и захоронить его, за ним пришли его бывшая наложница Акта (Актея) и две кормилицы.
Эта картина считается наиболее известным произведением Василия Смирнова, который умер от чахотки в возрасте 32 лет, через два года после её создания.

## Сюжет и описание
Сюжет картины связан с драматическими событиями истории Древнего Рима, происшедшими в 68 году. При работе над картиной Смирнов придерживался описания, приведённого в книге Светония «Жизнь двенадцати цезарей». Когда император Нерон был свергнут мятежными войсками, он пытался скрыться на вилле вольноотпущенника Фаона. Узнав, что сенат приказал его разыскать, чтобы предать мучительной казни, Нерон начал готовиться к смерти, повторяя: «Какой великий артист погибает!» (лат. Qualis artifex pereo). Когда к вилле приблизились всадники, которым было поручено его захватить, Нерон, прибегнув к помощи советника по прошениям Эпафродита, «вонзил себе в горло меч». После смерти Нерона его останки были собраны кормилицами Эклогой и Александрией и наложницей Актой для того, чтобы захоронить их «в родовой усыпальнице Домициев, что на Садовом холме со стороны Марсова поля».

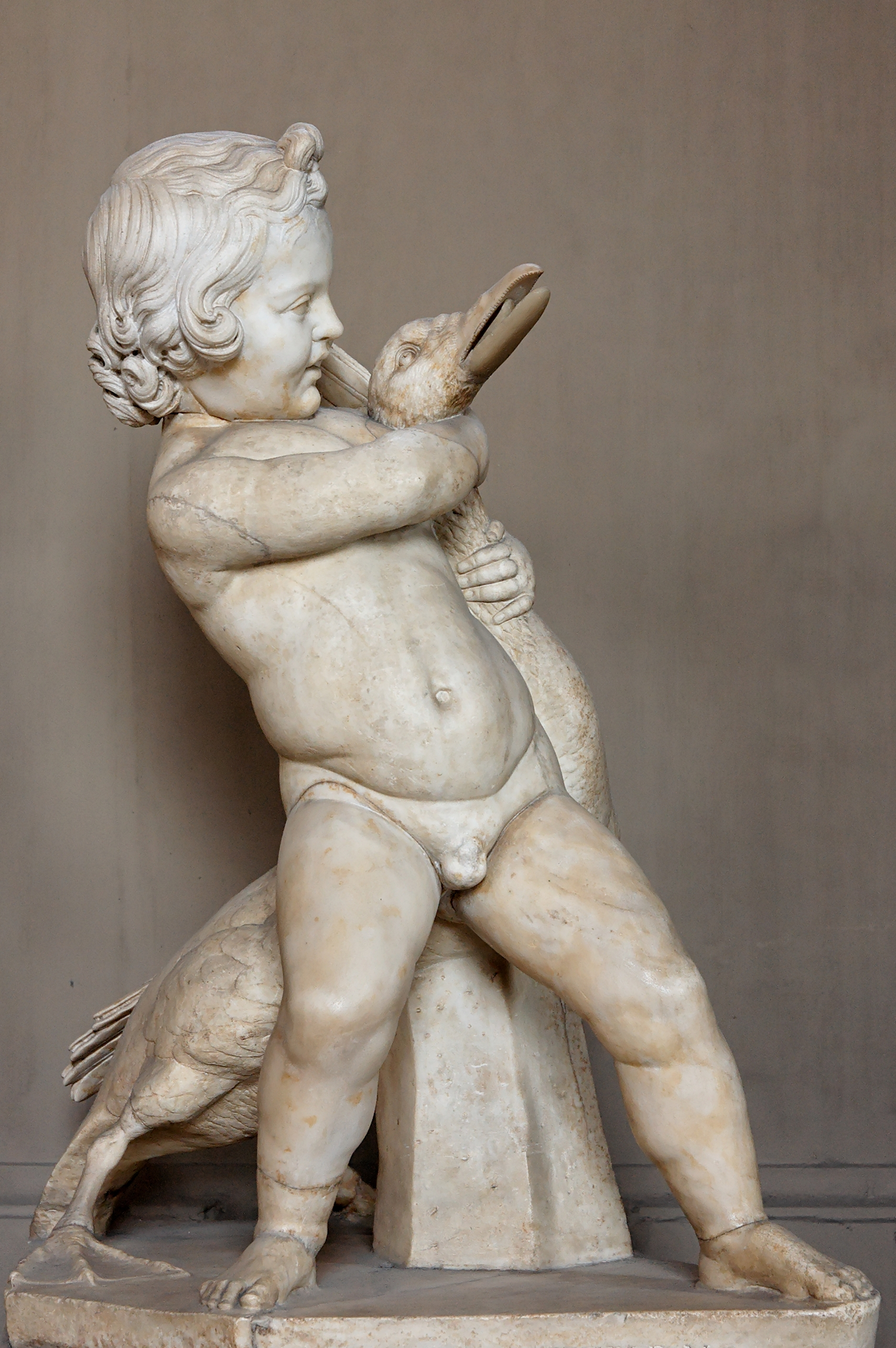
Мальчик с гусём, Музеи Ватикана, мраморная копия с бронзового оригинала Боета (около 300 г. до н. э.)

В центре внимания на полотне находится изображение трёх женщин, которые пришли за останками Нерона. Их фигуры расположены в правой части картины — таким образом, левая сторона полотна выглядит несколько облегчённой. Акта (Актея) — наложница и бывшая любовница Нерона — смотрит на «распростёртое тело самоубийцы-тирана», при этом её величественная фигура оказывается противопоставленной «ничтожному облику Нерона». Выразительны образы и рабынь-кормилиц Эклоги и Александрии, которые следующим образом описаны в книге «История русского искусства»: «Удались и рабыни, несущие носилки. В ритме согнутых фигур заключено много чувства: усилие, которое заметно в руках, тревога, выраженная в судорожно согнутых плечах, напряжённое выражение лиц обеих женщин говорят о том, что произошло значительное событие. Особенно выразительна фигура старой рабыни, закутанная в тёмно-серый плащ».
Все изображённые на картине женщины стоят безмолвно, и их молчание «сродни тишине смерти, кажется, нарушаемой лишь тихим шуршанием сухого листка, скользящего по мраморным ступеням».
Одной из особенностей цветовой гаммы картины является доминирование красных тонов, представленных многообразными оттенками. Три женщины изображены на фоне стены помпейского красного цвета (итал. rosso pompeiano), который напоминает цвет запёкшейся крови. Акта держит в своих руках «шитое золотом алое покрывало», которым она собирается накрыть мёртвое тело Нерона, — изображение этого покрывала (драпировки) на фоне красной стены представляло собой сложную в колористическом отношении задачу. Неподвижно лежащее в луже тёмно-красной крови тело Нерона резко контрастирует с жизнерадостной белой скульптурой «Мальчик с гусём», изображённой у левого края полотна.

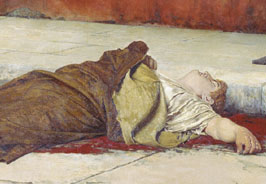
Лежащее тело Нерона (фрагмент картины)

Критик Владимир Чуйко в очерке о художественных выставках 1889 года сообщал, что к своей картине «Смерть Нерона» Смирнов приложил текст на французском языке из книги писателя и историка Эрнеста Ренана «Антихрист». Приводя цитату из Ренана: «Ses deux nourrices et Acté, qui l'aimait encore, l'ensevelirent secrètement, en un riche linceul blanc, broché d'or…» («Две его кормилицы и Актея, всё ещё любившая его, тайно похоронили его в богатом белом саване, вышитом золотом…»), Чуйко утверждал, что в тексте, приведённом Смирновым, преднамеренно было пропущено слово «blanc» («белый»), именно потому, что художник вознамерился изобразить покрывало красного цвета, которое, по мнению Чуйко, слишком резало глаза. При этом цвет покрывала, указанный Ренаном, находился в полном соответствии с описанием, данным в книге Светония, согласно которому тело Нерона было завёрнуто в белые ткани, отделанные золотом.
В целом в цветовой гамме полотна преобладают сумеречные тона, соответствующие рассеянному свету; в частности, на картине нет бликов и глубоких теней. Искусствовед Елена Гордон полагала, что через обилие разных оттенков красного цвета в сочетании с серым, которые оказывали психофизическое воздействие на зрителя, художник старался достичь «внехудожественного, шокового эффекта». Тем самым зритель как бы становился «соучастником художественной мистификации» — в частности, стена помпейско-красного цвета воспринималась как «кровавая пелена, закрывающая горизонт». Благодаря вытянутому по горизонтали холсту создавался эффект повествовательности, который можно было сравнить с действием широкоэкранного фильма; при этом переход взгляда зрителя с одной части картины на другую напоминал движение воображаемой камеры кинооператора.

## История
В качестве пенсионера Академии художеств Василий Смирнов в 1884 году уехал в Италию, посетив по пути Вену. С мая 1884 года он обосновался в Риме, но до осени много путешествовал, побывав в ряде других итальянских городов, а также во Франции, Англии, Бельгии, Голландии, Германии и Чехии.
Возвратившись осенью 1884 года в Рим, Смирнов поселился вместе с художником Василием Савинским, который, как и он, был учеником Павла Чистякова. Савинский часто переписывался с Чистяковым и, в частности, в январе 1886 года писал ему: «Вы спрашиваете, что делает Смирнов? Он начинает картину на тему: мёртвый Нерон, и Актея пришла погребсти его. Он раньше начал другую картину: „Апостолы Пётр и Иоанн у гроба Господня“, но теперь бросил по совету Якобия, да и сам говорит, что недоволен сочинением».
Тем не менее первой завершённой работой Смирнова за время его пребывания в Италии стало оконченное в 1887 году полотно «Торжество Поппеи над Октавией», сюжет которого также был связан с биографией Нерона: на ней изображён тот момент, когда Поппея Сабина, вторая жена Нерона, получает в подарок голову его первой жены — Клавдии Октавии. Местонахождение этой картины в настоящее время неизвестно.

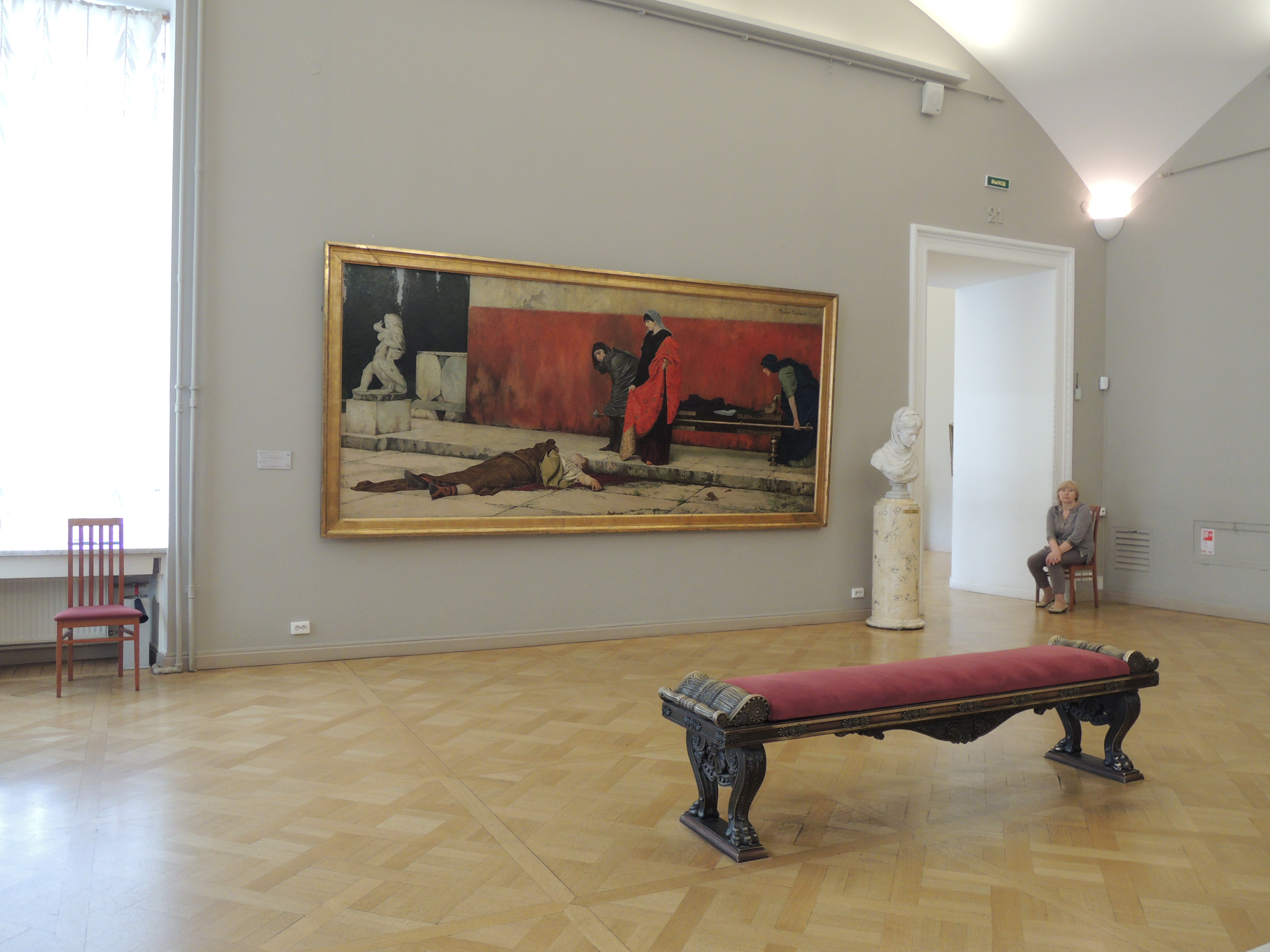
Картина «Смерть Нерона» в Государственном Русском музее

Летом 1887 года художник ездил в Россию — по-видимому, эта поездка была связана со смертью его отца, Сергея Семёновича Смирнова. После этого Василий Смирнов вернулся в Италию, где в 1888 году закончил работу над картиной «Смерть Нерона». Это полотно было послано в Петербург в качестве заключительного отчёта о его пенсионерской поездке, и за него 31 октября 1888 года Совет Академии художеств присвоил Смирнову звание академика. После этого полотно было выставлено на Академической выставке 1889 года, и оно было приобретено императором Александром III.
В январе 1889 года Василий Смирнов получил должность сверхштатного адъюнкт-профессора при рисовальных классах Академии художеств, но в октябре того же года из-за развивающейся чахотки он был вынужден вернуться в Италию. Вылечиться ему не удалось: возвращаясь в декабре 1890 года в Россию, 32-летний художник скончался в вагоне поезда между станциями Кубинка и Голицыно.
В 1898 году картина была передана из Гатчинского дворца в создаваемый в то время Русский музей императора Александра III (ныне — Государственный Русский музей). Поскольку самого́ Александра III к тому времени уже не было в живых (он скончался в 1894 году), полотно рассматривается как дар его сына Николая II. В настоящее время картина «Смерть Нерона» выставлена в зале № 21 Михайловского дворца, где, кроме неё, находятся крупноформатные произведения других художников-академистов — «Христианские мученики в Колизее» Константина Флавицкого и «Фрина на празднике Посейдона в Элевзине» Генриха Семирадского.

## Отзывы и критика
Искусствовед Дмитрий Сарабьянов называл картину «Смерть Нерона» знаменитой и отмечал, что «из „кровавых“ картин академического круга эта безусловно выделяется своей эффектностью». Далее он писал: «Смирнов умело расставил фигуры и предметы в пространстве и на поверхности узкого вытянутого холста, выдержав фигурную композицию в одной плоскости и как бы отделив от неё и приблизив непосредственно к зрителю труп великого тирана, лежащий в картинной позе на каменных плитах. Он позволил зрителю стать самым близким свидетелем эффектной смерти, театрального самоубийства „великого актёра“, удовлетворив тем самым зрительское любопытство и приобщив толпу к интригующей исторической тайне».
В статье, посвящённой исследованию творческого метода передвижников, искусствовед Ольга Лясковская приводила картину «Смерть Нерона» в качестве примера влияния живописи передвижников на художников, являющихся видными представителями академического направления. Признавая то, что картина Смирнова не лишена влияния западноевропейской живописи того времени, Лясковская отмечала, что при этом она сближается с русской реалистической школой. В частности, по мнению Лясковской, об этом свидетельствует мастерство, проявленное художником «в передаче внутреннего движения, пронизывающего фигуры несущих носилки рабынь, в эмоциональной выразительности неподвижной женской фигуры с покрывалом в руках».
Искусствовед Наталья Мамонтова отмечала, что Смирнов, будучи одним из последователей позднего академизма, старался идти «путём своих предшественников в осуществлении „большой формы“». В то же время пластическое наполнение этой формы в его произведениях содержало в себе новые идеи и приёмы, которые отражали тенденции европейского искусства того времени. В качестве характерного примера декоративно-символистских тяготений художника Мамонтова приводит картину «Смерть Нерона», «в композиции которой и в звучном экспрессивно-декоративном цветовом решении отразилось не только присущее художнику декоративное мастерство, но и уроки современного искусства».
В энциклопедии «Живопись русского салона» Геннадий Романов и Александр Муратов признавали значимость художественного вклада Василия Смирнова, в особенности отмечая блестяще выполненную во время его пребывания в Италии картину «Смерть Нерона», которая впоследствии была высоко оценена Императорской Академией художеств. Они отмечали, что эта картина, «в отличие от работ Флавицкого или Семирадского, не повторяет многофигурные шаблоны брюлловской школы, отличается от передвижнической повествовательности и пестроты Бронникова», и утверждали, что Смирнов «близок западноевропейскому модерну, предвосхищает его в данной картине».
Искусствовед Нонна Яковлева полагала, что это полотно Смирнова можно также рассматривать в качестве предвестника некоторых произведений мирискусников — художников, входивших в объединение «Мир искусства», которое сформировалось в России в конце 1890-х годов. В своей книге «Русская историческая живопись» она писала: «Три мёртвых предмета: тело императора, сухой листок и „Мраморный мальчик с гусём“ — звучат тихим аккордом, предчувствием того гимна искусству, вечную ценность которого в сравнении с хрупкой тщетой людской суеты на сцене истории дано будет воспеть мастерам „Мира искусства“».